# Amastridae
Die Amastridae sind eine Familie landlebender Schnecken aus der Unterordnung der Landlungenschnecken (Stylommatophora). Die über 300 Arten der Familie sind bzw. waren ausschließlich auf den Hawaii-Inseln beheimatet. Möglicherweise sind aber bereits über 90 % der Arten ausgestorben oder ausgerottet worden.

## Merkmale
Die Gehäuse sind hochkonisch, eiförmig, subzylindrisch, niedrig-konisch bis fast flach. Es handelt sich um kleine bis mittelgroße Gehäuse (ca. 50 mm) mit bis zu etwa acht Windungen. Die Mündung weist immer eine Spindellamelle auf, die parietalen und palaten Teile der Mündung besitzen aber keine Zähne oder Lamellen. Die Kiefer sind immer gut entwickelt, relativ dick und glatt, leicht gestreift oder auch berippt. Im zwittrigen Genitalapparat ist der Penis von mittlerer Länge; ein Epiphallus ist immer vorhanden. Die Innenwand des Penis zeigt unterschiedliche Reliefs, aber niemals ein Pfeilersystem. Meist ist ein Penisanhang entwickelt. Der Penisretraktor setzt an der Basis des Penisanhanges an. Die Prostata besteht aus vielen Azini, die mehr oder weniger ausgelängt sind. Der Samenleiter dringt immer am oberen Ende, am Epiphallus in den Penis ein. Er ist immer „frei“, d. h. liegt nicht am Penis an. Die Albumindrüse ist gut entwickelt. Der Stiel der Spermathek ist relativ kurz.

## Geographische Verbreitung und Lebensweise
Die Familie ist geographisch auf die Hawaii-Inselkette beschränkt. Die Tiere haben eine ovipare oder auch ovovivipare Lebensweise. Sie leben bzw. lebten vor allem am Boden in trockenen wie auch feuchten Habitaten. Möglicherweise sind aber bereits über 90 % der über 300 beschriebenen Arten ausgestorben oder ausgerottet worden. Die ersten Artverluste entstanden bereits kurz nach der Ankunft der ersten polynesischen Siedler durch Habitatverluste. Nach der Ankunft der Europäer beschleunigte sich das Aussterbetempo aber enorm. Viele Artenverluste wurden nun durch eingeschleppte Arten verursacht, wie Ratten und eingeschleppte, bzw. bewusst ausgesetzte carnivore Schnecken, namentlich die Rosige Wolfsschnecke (Euglandina rosea).

## Systematik
Die Familie Amastridae wird von Schileyko (1998) und Bouchet & Rocroi (2005) in zwei Unterfamilien unterteilt:
- Familie Amastridae Pilsbry, 1910
  - Unterfamilie Amastrinae Pilsbry, 1910
    - Gattung Amastra H. Adams & A. Adams, 1855
    - Gattung Amastrella Sykes, 1900
    - Gattung Armiella Gyatt, 1911
    - Gattung Armsia Pilsbry, 1911
    - Gattung Carelia H. Adams & A. Adams, 1855
    - Gattung Cyclamastra Pilsbry & Vanatta, 1905
    - Gattung Heteramastra Pilsbry, 1911
    - Gattung Kauaia Sykes, 1900
    - Gattung Metamastra Hyatt & Pilsbry, 1911
    - Gattung Paramastra Hyatt & Pilsbry, 1911
    - Gattung Planamastra Pilsbry, 1911
    - Gattung Tropidoptera Ancey, 1889

  - Unterfamilie Leptachatininae Cockerell, 1913
    - Gattung Angulidens Pilsbry & Cooke, 1914
    - Gattung Ilikala Cooke, 1911
    - Gattung Labiella L. Pfeiffer, 1854
    - Gattung Leptachatina Gould, 1847
    - Gattung Pauahia Cooke, 1911
    - Gattung Thaanumia Ancey, 1899

Keine Einigkeit herrscht in welche Überfamilie die Familie Amastridae gehört; Schileyko stellt sie in die Überfamilie Achatinelloidea, Bouchet und Rocroi rechnen sie zur Überfamilie Cochlicopoidea. Wenz stellt sie noch in die Überfamilie Pupilloidea.

## Belege